# Plaque d'immatriculation andorrane

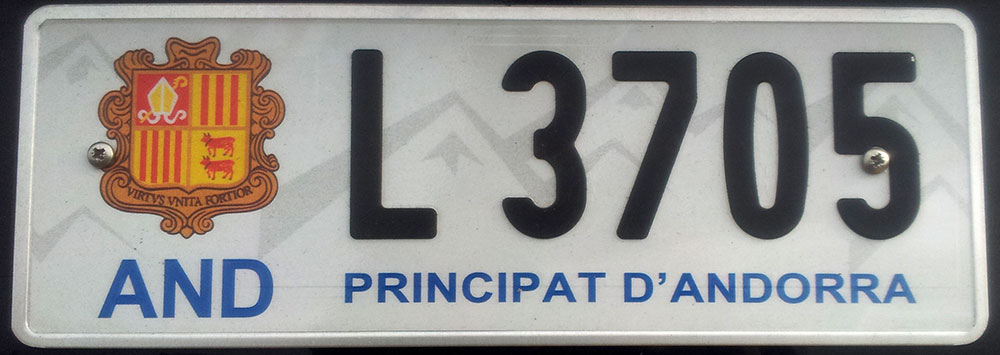
Une plaque andorrane.

La plaque d'immatriculation andorrane est l'un des éléments du dispositif permettant l'identification d'un véhicule du parc automobile de l'Andorre. Elle est obligatoire sur la plupart des véhicules à moteur enregistrés dans la principauté.
Andorre possède un système d'immatriculation depuis 1929. Le format andorran actuel date de 2011. Les plaques de la série courante sont blanches à caractères bleus. Elles comprennent cinq caractères, habituellement une lettre et quatre chiffres, mais les plaques personnalisées sont autorisées. Des séries différentes existent pour de nombreuses catégories de véhicules, par exemple les voitures du corps diplomatique et les voitures de collection. Les plaques portent les armoiries de l'Andorre et le sigle AND.

## Format actuel

### Dispositions légales
Le système actuel a été introduit par le décret du 23 février 2011. Les plaques sont délivrées par l'Automòbil Club d'Andorra depuis 1979. Elles sont remises au propriétaire du véhicule moyennant une taxe dont le montant est publié au Bulletin officiel de la principauté. Lorsqu'un véhicule n'est plus immatriculé en Andorre, ses plaques doivent être rendues à l'ACA qui se charge de leur destruction.
Pour obtenir les plaques, le propriétaire doit présenter la facture et le certificat du véhicule, le reçu indiquant qu'il s'est acquitté de la taxe indirecte (Impost de Mercaderies Indirecte) et le certificat d'assurance. Les résidents étrangers doivent en plus présenter une autorisation de résidence si cela s'applique.

### Couleurs et dimensions

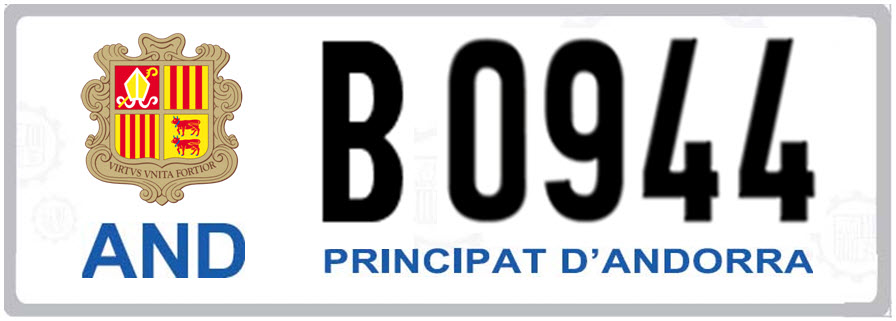
Modèle de plaque courante de 2011.

Les plaques andorranes doivent être produites conformément au décret du 23 février 2011. Celui-ci décrit très précisément l'aspect des plaques. Les plaques courantes pour automobiles sont blanches et réfléchissantes. Les caractères sont noirs, mats et en relief. Sous les caractères se trouve la mention « PRINCIPAT D'ANDORRA » en bleu. Cette mention est le nom complet du pays dans sa langue officielle, le catalan. À gauche figurent les armoiries de l'Andorre surmontant la mention AND, le code international du pays. Avant 2011, cette mention n'apparaissait pas. Elle a été introduite pour se conformer à des traités internationaux recommandant aux États d'inclure le code pays directement sur leurs plaques.
Les plaques courantes ont une dimension de 340 x 120 mm. Un format réduit de 275 x 90 mm est également accepté. Les motocyclettes ont soit des plaques horizontales de 225 x 115 mm, soit des plaques verticales de 100 x 168 mm. Dans le cas d'une plaque verticale, les caractères et éléments sont disposés de façon différente : en haut se trouvent les armoiries, les caractères sont répartis sur deux lignes et les mentions AND et PRINCIPAT D'ANDORRA sont situées en bas. Les cyclomoteurs ont des plaques horizontales de 106 x 66 mm.
Les plaques diplomatiques et consulaires sont semblables aux plaques courantes, à l'exception de la couleur. Le fond doit être bleu (Pantone 2945) et les caractères blancs. Les plaques du personnel diplomatique sont bleu clair (Pantone 299) et à caractères blancs également.

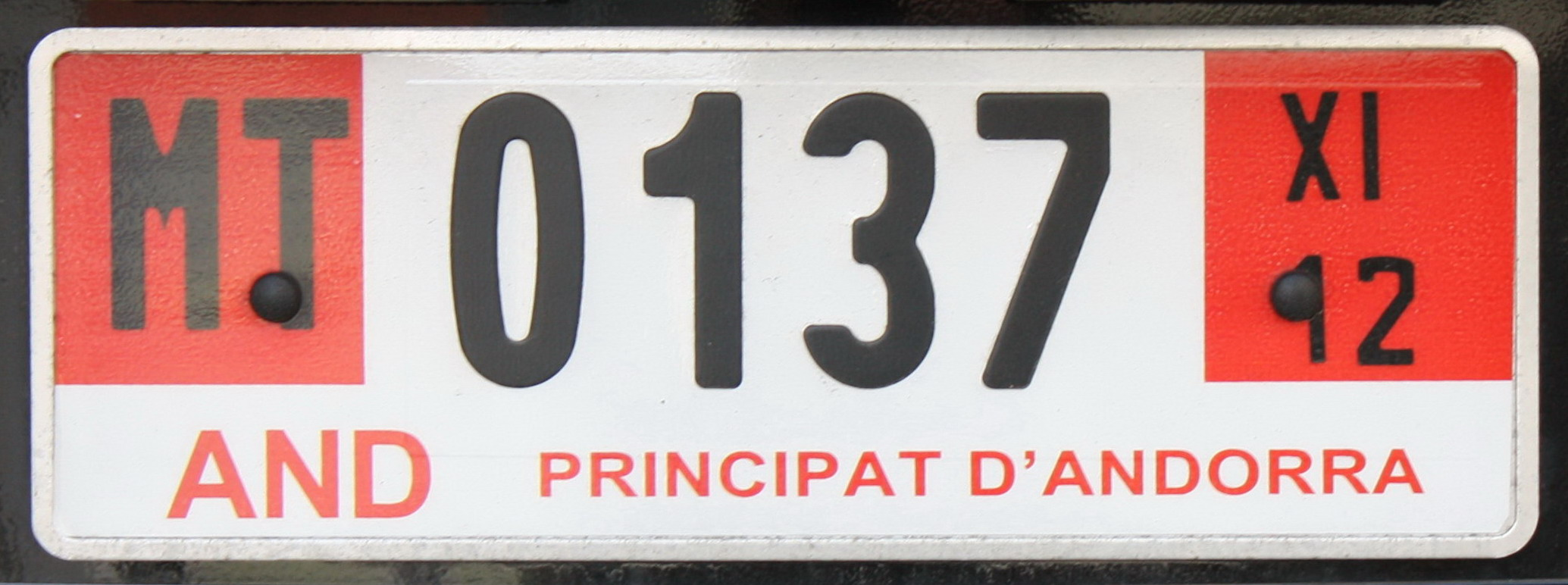
Plaque provisoire.

Les plaques provisoires pour automobiles sont blanches et réfléchissantes à caractères mats et noirs. Elles comportent un cartouche vermeil (Pantone 485) sur les deux coins supérieurs. Les caractères sont noirs, sauf les mentions AND et PRINCIPAT D'ANDORRA qui sont du même vermeil que les cartouches. Les armoiries sont absentes de ces plaques. Les plaques provisoires pour motocyclettes sont identiques, à l'exception des dimensions et de la position des cartouches, qui se trouvent au centre des côtés droit et gauche.

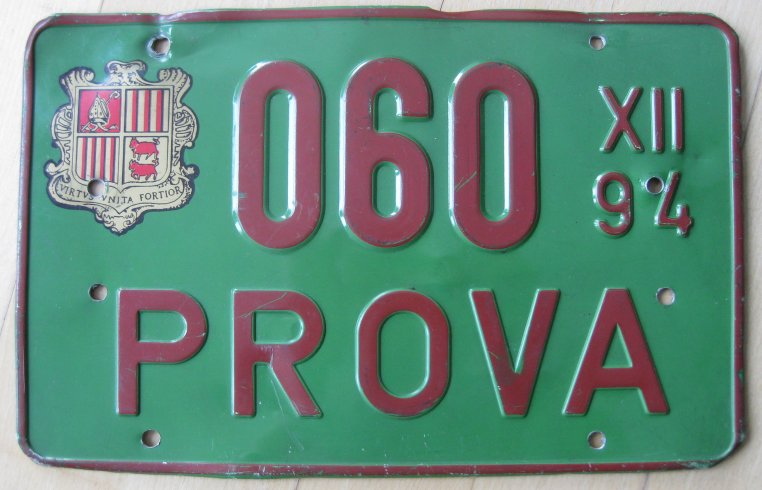
Plaque de véhicule à l'essai (exemple de 1994 mais similaire au modèle de 2011).

Les véhicules à l'essai ont des plaques vertes (Pantone 342) à listel et caractères vermeils (Pantone 485). De taille différente par rapport aux plaques courantes (300 x 190 mm), elles comportent deux lignes. Celle du haut contient les armoiries et des caractères, celle du bas la mention PROVA. Les véhicules spéciaux ont des plaques blanches à listel et caractères vermeils (Pantone 485). Les armoiries se trouvent à gauche, la mention VEHICLES ESPECIALS en bleu au-dessus des caractères, et PRINCIPAT D'ANDORRA, également en bleu, en dessous. Les plaques font 225 x 115 mm. Les motoneiges ont des plaques identiques, mais avec la mention MOTOS DE NEU. Les plaques pour les engins mécaniques sont elles aussi identiques, mais avec la mention GINY MECÁNIC en haut et la mention NO APTE VIA PÚBLICA en bas dans un cartouche vermeil.
Les automobiles de collection peuvent avoir des plaques de deux types différents. Certains ont des plaques à fond vermeil (Pantone 485) et à caractères noirs. Les armoiries de la principauté se trouvent à gauche, la mention VEHICLE ANTIC figure au-dessus des caractères et PRINCIPAT D'ANDORRA au-dessous. D'autres véhicules ont des plaques blanches à caractères noirs. La mention VEHICLE ANTIC n'apparaît pas. Dans les deux cas, les dimensions sont légèrement différentes par rapport aux plaques courantes : 330 x 140 mm.

### Numérotation

#### Particuliers
Les plaques courantes pour automobiles et motocyclettes comprennent cinq caractères. Dans l'ordre de numérotation, ces caractères peuvent consister en cinq chiffres de  00000 à  99999, puis une lettre et quatre chiffres de  A0000 à  Z9999, puis deux lettres et trois chiffres de  AA000 à            ZZ999, et ainsi de suite. Les combinaisons de lettres qui sont réservées à d'autres catégories de véhicules, comme CC ou CD, sont écartées, tout comme AND. Les plaques de moto verticales, réservées aux modèles pour l'enduro et le trial, comprennent au moins une lettre. Les plaques de cyclomoteurs contiennent cinq chiffres entre 00000 et 99999.
Les plaques pour automobiles de collection comportent soit une lettre entre A et Z et deux chiffres entre 00 et 99, soit un ensemble de cinq chiffres entre 58001 et 99999. Les deux-roues de collection ont des plaques avec la mention CA puis trois chiffres entre 000 et 999.
Depuis 2014, il est possible de demander une plaque personnalisée. Ces plaques doivent contenir soit des chiffres soit des lettres. Les lettres doivent appartenir à l'alphabet catalan, être en majuscules et ne pas avoir d'accents. Les combinaisons correspondant à d'autres catégories de véhicules et les lettres CC, MT, CMD, A, CD, AND et PROVA sont prohibées. Par ailleurs, la combinaison choisie ne doit pas entraîner de confusion possible entre chiffres et lettres, ne doit pas correspondre à une marque déposée et doit respecter la morale et l'ordre public. Les combinaisons doivent avoir entre deux et cinq caractères et les plaques en comportant cinq doivent avoir au moins deux lettres. Les plaques personnalisées sont délivrées moyennant une taxe supplémentaire qui dépend du nombre de caractères. Ce type de plaque a d'ailleurs été en partie introduit pour les recettes d'argent qu'il permet à l'État.
| \| \| K4785 \| Plaque courante. |       |
|                                 | K4785 |

| \| \| A78 \| Plaque pour automobile de collection. |     |
|                                                    | A78 |

#### Diplomatie
Les plaques de missions diplomatiques comprennent la mention CMD suivie d'un chiffre, puis une lettre servant à identifier le pays représenté. Les véhicules du corps diplomatique ont des plaques avec la mention CD suivie de deux chiffres puis une lettre identifiant également un pays. Le personnel technique et administratif des ambassades possède des plaques commençant par A et contenant deux chiffres puis une lettre identifiante. Le corps consulaire a des plaques avec  la mention CC puis deux chiffres et une lettre identifiante.
| \| \| CMD62 \| Plaque de mission diplomatique. |       |
|                                                | CMD62 |

| \| \| CD78E \| Plaque du corps diplomatique. |       |
|                                              | CD78E |

| \| \| A78E \| Plaque du personnel des ambassades. |      |
|                                                   | A78E |

| \| \| CC12 \| Plaque consulaire. |      |
|                                  | CC12 |

#### Plaques temporaires
Les plaques provisoires pour automobiles et deux-roues ont quatre chiffres compris entre MT 0000 -- et MT 9999 --. Le cartouche gauche contient la mention MT, celui de droite l'année et le mois de fin de validité. Le mois est en chiffres romains, au-dessus des deux derniers chiffres de l'année en chiffres arabes.
Les plaques d'essai comportent trois chiffres puis le mois et l'année d'expiration de la plaque à droite. Ces chiffres sont présentés de la même façon que sur les plaques provisoires.

#### Cas particuliers

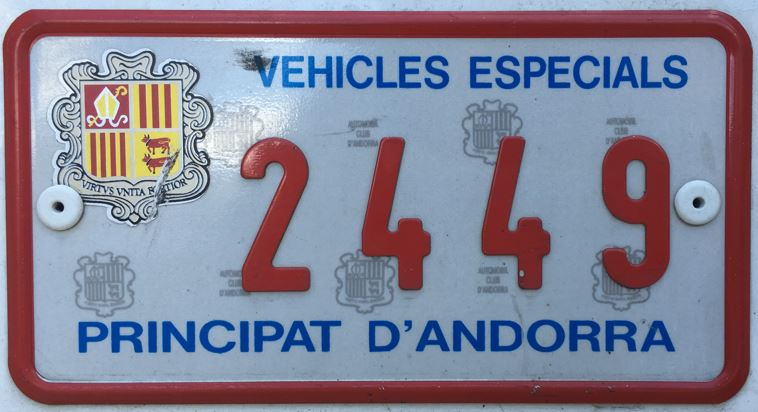
Modèle de plaque des véhicules spéciaux

Les véhicules spéciaux, les engins mécaniques, par exemple les téléphériques, et les motoneiges ont des plaques à quatre chiffres compris entre  0000 et  9999.

## Avant 2011

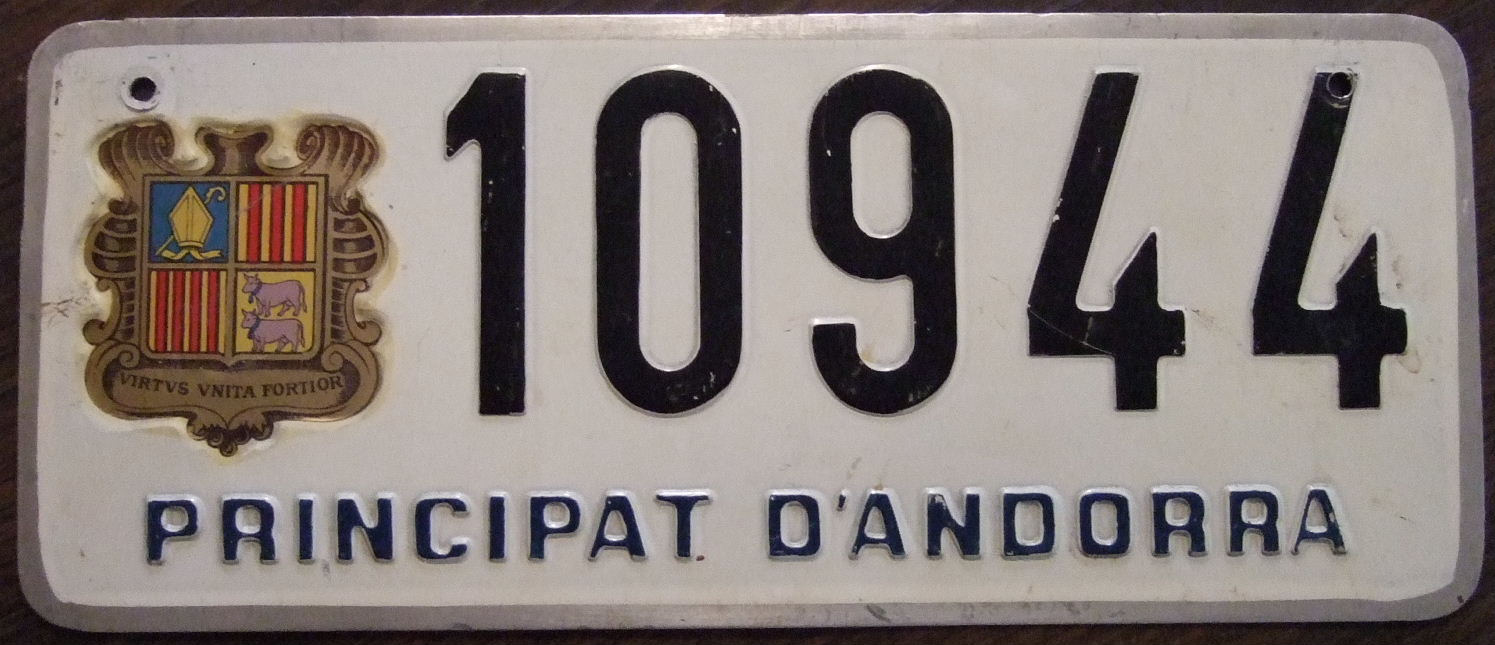
Plaque des années 1970.

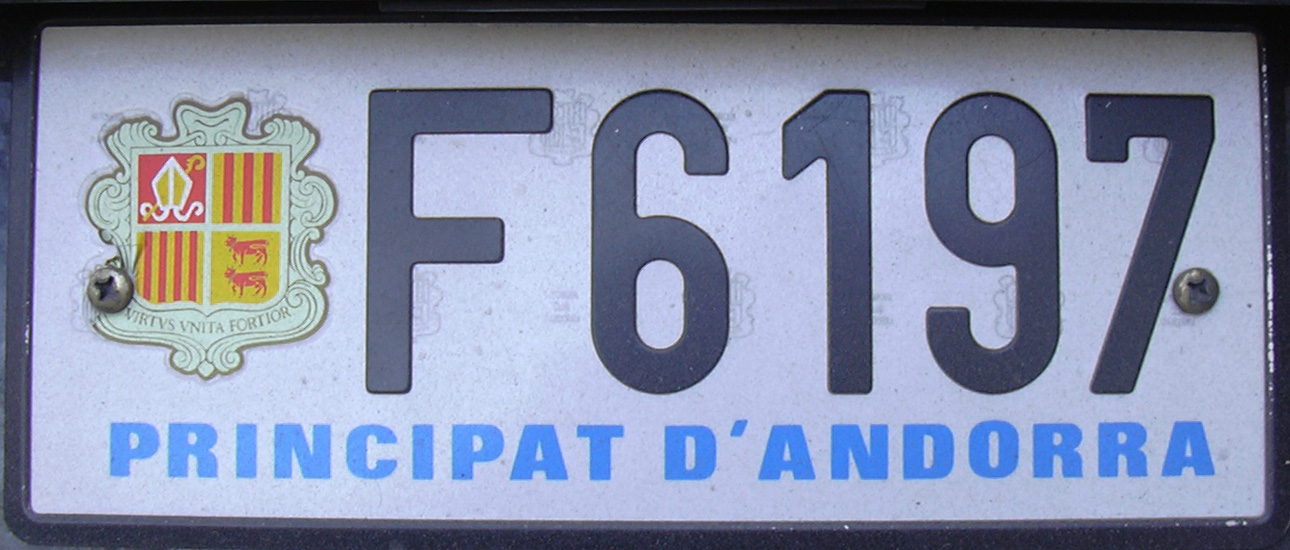
Plaque courante d'avant 2011.

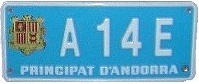
Plaque diplomatique d'avant 2011.

Le premier système d'immatriculation andorran a vu le jour grâce à l'ordonnance du Conseil général du 13 mai 1929. Cette création peut paraître tardive, car l'Espagne et la France avaient déjà des plaques d'immatriculation depuis 1900 et 1901 respectivement. Néanmoins, aucune voiture n'avait circulé en Andorre avant 1911 et la principauté était encore très rurale et isolée.
Les toutes premières plaques andorranes comprenaient la mention RA suivie d'un tiret puis d'un ou deux chiffres. La première plaque délivrée était RA-1. RA signifiait « République d'Andorre ». Le 4 mai 1934, RA, considéré comme inapproprié, est remplacé par la mention AND. Le système de numérotation reste le même.
Le système commence à s'essouffler dans les années 1940. Le Conseil général décide de créer une nouvelle série le 7 juin 1943. Une fois la combinaison AND - 700 atteinte, la numérotation repart de AND - 1A, jusqu'à AND - 700A. Cette série dure jusqu'à 1951.
À partir du 9 septembre 1951, les nouvelles immatriculations repartent avec le format  AND - 1. L'aspect des plaques, avec des caractères noirs sur fond blanc, est réglementé à partir de cette date. Il change en 1958, lorsque la mention « Principat d'Andorra » et une représentation des armoiries en noir et blanc sont ajoutées. À partir de 1963, les armoiries doivent être en couleur. Le système connaît la plupart des séries spéciales actuelles, comme les plaques temporaires ou d'essai. 
La série  AND - 1 dure jusqu'en 1989, lorsque  AND - 57348 est attribué. Ensuite, une lettre remplace le premier chiffre et la numérotation repart à  A0001, la mention AND disparaît. Les chiffres évoluent avant les lettres.  J0001 est atteint en 2006. Ce système et sa numérotation sont encore en vigueur pour les séries courantes, seul l'aspect des plaques a changé en 2011. Les plaques délivrées avant 2011 ne portaient pas la mention AND.
| \| \| RA-15 \| Plaque de 1929-1934. |       |
|                                     | RA-15 |

| \| \| AND-438 \| Plaque de 1934-1943. |         |
|                                       | AND-438 |

| \| \| 27604 \| Plaque des années 1970 (série 1951-1989). |       |
|                                                          | 27604 |

| \| \| D5436 \| Plaque de 1989-2011. |       |
|                                     | D5436 |